# Манюковская
Манюковская — деревня в Тарногском районе Вологодской области.
Входит в состав Тарногского сельского поселения (с 1 января 2006 года по 8 апреля 2009 года входила в Озерецкое сельское поселение), с точки зрения административно-территориального деления — в Озерецкий сельсовет.
Расстояние до районного центра Тарногского Городка по автодороге — 16 км. Ближайшие населённые пункты — Киривановская, Огудалово, Евсеевская, Степановская, Корчажинская, Афанасьевская, Баклановская, Михайловская.
По переписи 2002 года население — 30 человек (12 мужчин, 18 женщин). Преобладающая национальность — русские (97 %).